# La Sagra Sky Survey
La Sagra Sky Survey (LSSS) est un projet de recherche d'objets géocroiseurs conduit par l'Observatoire astronomique de Majorque qui opère à distance par télécontrôle les quatre télescopes robotisés situés à l'observatoire de La Sagra qui possède le code d'observatoire J75,. Les observations sont effectuées avec quatre télescopes robotisés de 0,45 m f/2.8.
Il est au 13e rang des découvreurs d'astéroïdes, avec 1 314 astéroïdes numérotés (15 février 2013).
Le projet a découvert 7 comètes (279P/La Sagra, P/2009 T2, 233P/La Sagra, 324P/La Sagra, C/2012 B3, P/2012 NJ et P/2012 S2), de nombreux astéroïdes géocroiseurs dont certains classés potentiellement dangereux et beaucoup d'astéroïdes de la ceinture principale. Il a notamment découvert l'astéroïde Apollon (367943) Duende (2012 DA14), le 23 février 2012.